# Impeccantia claterna
Impeccantia claterna är en tvåvingeart som beskrevs av Henry Jonathan Reinhard 1961. Impeccantia claterna ingår i släktet Impeccantia och familjen parasitflugor.
Artens utbredningsområde är New Mexico. Inga underarter finns listade i Catalogue of Life.